# Richard Timm
Richard Timm (* 1. Oktober 1892 in Berlin-Friedrichshain; † 30. Mai 1983) war ein Kommunalpolitiker (SPD) und Bezirksbürgermeister im Bezirk Neukölln.
Richard Timm war ein Sohn des Korbmachers Christian Timm aus Teterow und Pauline, geborene Kanski. Er besuchte eine Volksschule und machte eine Lehre als Tischler. Schon 1907 trat er dem „Verein der Lehrlinge und jugendlichen Arbeiter Berlin“ und – nach dem Verbot des Vereins 1908 –  
der „Zentralstelle für die arbeitende Jugend Deutschlands“ bei. Er trat 1910 auch dem Deutschen Holzarbeiterverband (DHV) und der SPD bei. Bei der Reichstagswahl 1912 war Timm Wahlhelfer der SPD und konnte zufällig dem Reichskanzler Theobald von Bethmann Hollweg vor dem Wahllokal in der Berliner Jägerstraße die Stimmempfehlung überreichen. 1913 wurde er Jugendvertreter dieser „Zentralstelle“, weitere Jugendvertreter waren auch Willy Scholz und Walter Maschke.
Im Ersten Weltkrieg wurde Timm 1915 eingezogen und als Funker bei der Funkgroßstation Königs Wusterhausen eingesetzt. 1917 nahm er an dem Feldzug in Palästina teil und wurde anschließend interniert. Er kehrte 1919 nach Berlin zurück und wurde Vorsitzender der Sozialistischen Arbeiter-Jugend (SAJ) in Berlin. Er arbeitete zunächst als Jugendpfleger im Bezirksamt Neukölln, bis er 1922 hauptamtlicher Jugendsekretär des Deutschen Holzarbeiterverbands wurde. 1930 wurde Timm Geschäftsführer der Bundesschule des Allgemeinen Deutschen Gewerkschaftsbundes in Bernau bei Berlin. 
Mit der „Machtergreifung“ der Nationalsozialisten verlor Timm seine Stelle und wurde arbeitslos. 1935 konnte er eine Stelle als Betriebsleiter bei einer Fenster- und Gebäudereinigungs-Firma finden. Er hielt ständig den Kontakt zu anderen Mitgliedern des Widerstands gegen den Nationalsozialismus, vor allem mit Wilhelm Leuschner, Max Habermann und Jakob Kaiser. Mit der Verhaftungswelle im Zuge des Attentats vom 20. Juli 1944 wurde auch Timm im September inhaftiert. In der Hauptverhandlung im Volksgerichtshof wurde er noch im März 1945 zu drei Jahren Zuchthaus verurteilt und wurde in das Zuchthaus Brandenburg überstellt. Am 27. April 1945 wurde er von der Roten Armee befreit.
Da Wilhelm Dieckmann überraschend starb, wurde Timm von der Bezirksverordnetenversammlung (BVV) im Bezirk Neukölln im September 1947 zum neuen Bezirksbürgermeister gewählt. Im Oktober 1949 schied er aus dem Amt aus, da er zum Schlichter für Arbeitsstreitigkeiten beim Magistrat von Berlin berufen wurde. Ein Jahr später berief ihn der Bundesminister Jakob Kaiser zum Referenten im Bundeshaus in der Bundesallee. Später engagierte sich Timm bei der Europa-Union Deutschland und der Deutschen Gesellschaft für die Vereinten Nationen. 1952 wurde er zum Personaldirektor der Berliner Verkehrsbetriebe (BVG) berufen, 1959 schied er aus Altersgründen aus. 